# Janina Franks
Janina Franks (właśc. Giovannina Franchi) (ur. 24 czerwca 1807 w Como we Włoszech, zm. 23 lutego 1872) – włoska błogosławiona Kościoła katolickiego.

## Życiorys
Giovannina Franchi urodziła się 24 czerwca 1807 roku jako drugie z siedmiorga dzieci Józefa i Józefiny Mazza w rodzinie szlachetnej. Mając 11 lat otrzymała sakrament bierzmowania. W 1849 roku zmarła jej matka, a trzy lata później w 1852 roku zmarł jej ojciec. Wtedy postanowiła poświęcić się opiece nad ubogimi.
Założyła Zgromadzenie Sióstr Pielęgniarek Matki Bożej Bolesnej, która miała na celu pomagania chorym odwiedzając ich w domu. Opiekując się jednym z chorych w jego domu zaraziła się czarną ospą, która rozpowszechniła się w mieście. Zmarła 23 lutego 1872, jej pogrzeb odbył się następnego dnia. W dniu 27 września 1994 roku rozpoczął się jej proces beatyfikacyjny na szczeblu diecezjalnym, który zakończył się 27 września 1995 roku. 20 grudnia 2012 roku papież Benedykt XVI uznał dekret o heroiczności jej cnót i ogłosił ją czcigodną. 9 grudnia 2013 roku papież Franciszek zatwierdził cud dokonany za jej wstawiennictwem. Została beatyfikowana 20 września 2014 roku przez papieża Franciszka.